# Toxteth Unitarian Chapel
Die Toxteth Unitarian Chapel („unitarische Kapelle Toxteth“), auch bekannt als Ancient Chapel („alte Kapelle“) ist ein Kirchenbau in der Park Lane in Toxteth, einem Stadtteil der englischen Großstadt Liverpool.

## Geschichte

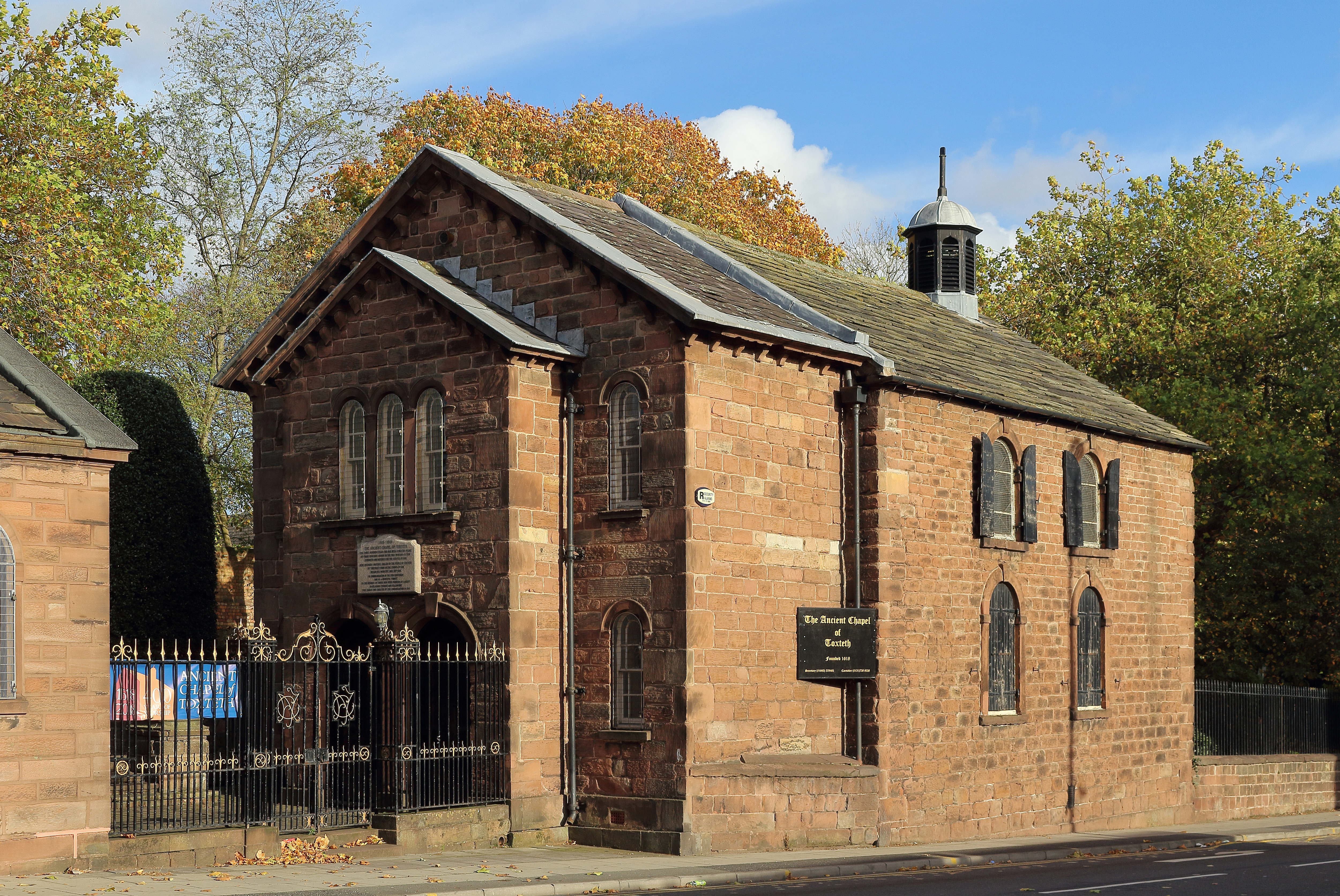
Die unitarische Kapelle Toxteth

In Toxteth, zuvor ein königliches Gehege, hatten sich um 1600 vermehrt puritanische Familien aus der Gegend um Bolton niedergelassen, wohl da sie hier anders als innerhalb der Stadtgrenzen von Liverpool nicht gezwungen werden konnten, die Gottesdienste der amtskirchlich-anglikanischen Gemeinden zu besuchen. Nachdem die puritanischen Siedler zunächst 1611 eine Schule eingerichtet hatten, beschlossen sie den Bau eines Gotteshauses und die förmliche Gründung einer Pfarrgemeinde. Zum Pfarrer wählten die Gemeindemitglieder Richard Mather, der zuvor die Schule geleitet hatte und dann 1617 in Oxford ein Studium aufgenommen hatte, dieses nach dem Ruf aus Toxteth aber aufgab. Die erste Predigt in der fertiggestellten Kapelle hielt Mather am 30. November 1618. Mather wanderte infolge der zunehmenden Verfolgung der Puritaner unter Charles I. nach Neuengland aus; die verbliebene Gemeinde hielt ihre Zusammenkünfte im Verborgenen ab.
Nach der Restauration der Stuarts 1660 waren die Puritaner in Toxteth wie in ganz England wiederum Verfolgungen unter dem Clarendon Code ausgesetzt. Die beiden Gemeindeoberhäupter von Toxteth zu dieser Zeit, der Presbyterianer Thomas Crompton und Michael Briscoe, wurden zwar auch zwischenzeitlich in Haft genommen, doch konnte sich die Gemeinde von Toxteth eines gewissen Schutzes seitens der einflussreichen katholischen Adelsfamilie Molyneux erfreuen, der das Grundstück der Kirche gehörte, und sie erhielt Zuwachs durch Puritaner, die innerhalb der Stadtgrenzen Liverpools lebten. Als infolge der Declaration of Indulgence freikirchliche Gemeinden auch in Liverpool selbst zugelassen wurden, verlor Toxteth einen großen Teil seiner vormaligen Gemeindemitglieder; die Kapelle verfiel im 18. Jahrhundert zusehends. Um 1774 wurde der Bau jedoch renoviert. Die Gemeinde wandte sich um diese Zeit mehrheitlich unitarischen Lehren zu. 1820 wurde die Kirche durch einen Anbau erweitert, die angrenzende alte Schule abgerissen und an ihrer Stelle Gemeinderäume, 1930 dann ein Kinderhort errichtet.
Die Kapelle ist ein schlichter zweigeschossiger Steinbau mit einem schiefergedeckten Satteldach, auf dessen Südseite eine kleine achteckige Laterne aufgesetzt ist. Der Grundriss war ursprünglich rechteckig, mit den Umbauten 1774 wurde der Saal durch einen Anbau verlängert und zudem ein schmaleres und tieferes Portal mit eigenem Giebel und zwei rundbogigen Eingangstüren vorgebaut. Im Innenraum ist die ursprüngliche Einrichtung einschließlich der Kirchenbänke und des getäfelten Altars aus dem frühen 17. Jahrhundert noch recht unverändert erhalten. Seit 1952 wird das Gebäude als Zeugnis puritanischer Kirchenarchitektur als Grade I Listed Building, also in der höchsten Kategorie des englischen Denkmalschutzes, geführt.
Wie eine 1852 angebrachte Tafel im Innenraum der Kapelle vermerkt, wurde der in Toxteth aufgewachsene Astronom Jeremia Horrocks (hier noch in der Schreibung Horrox) auf dem Gelände der Kirche begraben. Der genaue Ort seines Grabes ist jedoch unbekannt.